# Сијам
Сијам (тај. ประเทศสยาม, เมืองไทย — „земља слободних”) је некадашње име Тајланда. Ово име су дали Кмери који су у 13. веку владали данашњим Тајландом. Име Сијам се први пут појављује на рељефу из Ангкор Вата из 12. века. 
Име државе је постало Тајланд 24. јуна 1939. одлуком диктатора фелдмаршала Пибун Сонкрама. Објашњење је било да је Сијам име које искључиво користе странци. Сијам је поново било званично име од 8. септембра 1945. до 20. јула 1949.

## Аудио
- оригинални изговорⓘ